# Lotus Robb
Lotus Robb, amerikansk skådespelerska, född den 12 februari 1893 i New York, död den 28 september 1969 i Georgetown, Washington D.C..

## Filmografi
- 1954 - En stjärna föds